# Han Suyin
Han Suyin (chino: 韩素音; pinyin: Hán Sùyīn) (Xinyang, Henan, 12 de septiembre de 1917 - 2 de noviembre de 2012) fue el alias de Elizabeth Comber, nacida como Rosalie Elisabeth Kuanghu Chow (chino: 周光湖, pinyin: Zhōu Guānghú), escritora, traductora, mecanógrafa y médica china.

## Biografía
Su padre era un ingeniero hakka y su madre era belga flamenca. En 1938 Han Suyin se casó con Pao H. Tang (Tang Paohuang), un oficial militar nacionalista chino que más tarde se haría general. Adoptaron una niña (Yungmei). 
Comenzó a trabajar en el hospital de Pekín como mecanógrafa en 1931. En 1933 la admitieron en la Universidad de Yenching (más tarde, Universidad de Pekín). En 1935, se fue a Bruselas para estudiar ciencias. Regresó a China en 1938 para trabajar en un hospital de una misión cristiana americana de Chengdu (Wade-Giles: Cheng-Tu), Sichuan, luego se estableció en Londres de 1944 a 1948 para estudiar medicina y se fue a Hong Kong en 1949 a trabajar como médica en el Queen Mary Hospital. Su marido, Tang, había muerto durante la guerra civil china en 1947. 
En 1952, se casó con Leon F. Comber, un oficial británico destinado en Malasia y se fue a vivir con él a Johore, donde trabajó en el Hospital General de Johore Bahru y abrió una clínica en Johore Bharu y en la Upper Pickering Street de Singapur. Tuvo problemas cuando consideraron su novela And the Rain My Drink (Y la lluvia mi bebida) antibritánica. En 1955, contribuyó a establecer la Nanyang University en Singapur ofreciendo sus servicios como galena a la institución, después de rechazar una oferta para impartir literatura. 
Comber y Han Suyin se divorciaron y Suyin se casó más tarde con el coronel de la armada india Vincent Ratnaswamy, con quien vivió en Bangalore, hasta la muerte de él en febrero de 2003. Han Suyin se mudó durante sus últimos años de vida a Lausana, Suiza; escribió obras en francés e inglés y vivió allí hasta el día de su muerte.

## Obra
Su obra versa sobre los conflictos entre oriente y occidente, el colonialismo de los siglos XIX y XX o la liberación del sudeste asiático y el desarrollo chino tras el régimen imperial. En sus novelas mezcla lo fantástico y lo real a veces en detrimento de la persona que puede reconocerse en el personaje.

### Novelas
- Destino Chungking (1942) (nota: Chungking=Chongqing)
- La montaña es joven (1958)
- Amor invernal (1962)
- Proyectar sólo una sombra (1962)
- Cuatro caras (1963)
- L'abbé Pierre (1965, El abad Pierre)
- L'abbé Prévost (1975, El abad Presvost)
- Hasta que llegue la mañana (1982)
- La hechicera (1985)

### Obras autobiográficas
- Algo esplendoroso (1952)
- Y la lluvia mi bebida (1956)
- El árbol mutilado (1965)
- Flor mortal (1966)
- Estío sin aves (1968)
- Mi casa tiene dos puertas (1980)
- La cosecha del fénix (1982)
- Viento en mi funda (1992)
- Compartir amor (1988)
- Fleur de soleil, histoire de ma vie (1988, Flor de sol: historia de mi vida)

### Estudios históricos
- China en el año 2001 (1967)
- Asia hoy: Dos perspectivas (1969)
- El diluvio matutino: Mao Tsetong y la revolución china 1893-1954 (1972)
- Lhasa, ciudad abierta (1976)
- Viento en la torre: Mao Tsetong y la revolución china, 1949-1965 (1976)
- China 1890-1938: De los señores de la guerra a la guerra mundial (1989; historical photo-reportage)
- Primogénito: Zhou Enlai y la construcción de la China moderna (1994)